# 1974年亞洲運動會跳水比賽
1974年亚洲运动会跳水比赛于9月2日至9月7日在伊朗德黑蘭舉行。该项目共设四个小项，最终中国队获得了该大项所有的金牌。

## 获奖者

### 男子
| 赛事      | 金牌                 | 银牌                 | 铜牌                 |
| 3 m 跳板  | 谢才明 · 中国（CHN） | 高浩锡 · 韩国（KOR） | 刘穗 · 中国（CHN）   |
| 10 m 跳台 | 李孔政 · 中国（CHN） | 杜度 · 中国（CHN）   | 木村勉 · 日本（JPN） |

### 女子
| 赛事      | 金牌                 | 银牌                   | 铜牌                   |
| 3 m 跳板  | 钟少珍 · 中国（CHN） | 宋云臧 · 中国（CHN）   | 马渊鹿子 · 日本（JPN） |
| 10 m 跳台 | 钟少珍 · 中国（CHN） | 角丸房子 · 日本（JPN） | 劳书成 · 中国（CHN）   |

## 奖牌榜
| 排名                     | 国家 / 地区              | 金牌 | 銀牌 | 銅牌 | 总计 |
| ------------------------ | ------------------------ | ---- | ---- | ---- | ---- |
| 1                        | 中国（CHN）              | 4    | 2    | 2    | 8    |
| 2                        | 日本（JPN）              | 0    | 1    | 2    | 3    |
| 3                        | 韩国（KOR）              | 0    | 1    | 0    | 1    |
| 总计（共3个国家 / 地区） | 总计（共3个国家 / 地区） | 4    | 4    | 4    | 12   |